# 奥州管領
奥州管領（おうしゅうかんれい）とは、南北朝時代から室町時代における幕府の地方官制である。守護に代わって設置された。
建武政権が創設した陸奥将軍府に対抗するために設置された奥州総大将が前身で、足利氏の一門がその任に就いた。
貞和6年（1345年）畠山国氏と吉良貞家が奥州管領に任命され、奥州総大将は廃止された。当時幕府内は観応の擾乱前夜で、畠山国氏は尊氏・師直派で、吉良貞家は直義派であった。二人の共同統治で軍事と民政などの分掌は行われなかった。
軍事指揮権を主に職掌とした奥州総大将より職権が拡大し、寺社興行権の保障と棟別銭の賦課、庶務・検断・雑務沙汰の審理も行えるようになった。また、軍事指揮権も奥羽の武士へ管領府への勤番を発動するなど強化されている。それに伴い、それまで有力武士に認めていた各郡での使節遵行権を管領府が徐々に行うようになった。
観応2年（1351年）、前年尊氏派と直義派の武力衝突で勃発した観応の擾乱が奥州まで飛火し、吉良貞家は畠山国氏が篭る岩切城を攻め、敗れた国氏とその父高国・弟直泰は自害したが、国氏の子二本松国詮は二本松に移り奥州管領として執務をしている。その子孫はそのまま二本松に土着した（二本松氏）。
畠山国氏の敗死により、尊氏派の諸氏は失脚した。また、その混乱に付け込み、南朝の北畠顕信が国府を攻撃して奪取した。吉良貞家は反撃して国府を奪回するも、文和2年（1353年）に死亡する。子の吉良満家が奥州管領職を世襲した。そこに先の奥州総大将石塔義房の子義憲（義元）が奥州管領を自称し、活動を開始した。また、斯波家兼も奥州管領に任命されて下向する。これにより、同時に奥州管領を称する吉良満家・二本松国詮・石塔義憲・斯波家兼の4人が並立することとなった（四管領時代）。さらに吉良満家の弟、吉良治家を討つために石橋棟義も下向し、血みどろの抗争を繰り広げることになる。その抗争の中、次第に斯波家兼が優位に立ち、その他の3氏は逼塞していった。
この騒乱の結果、各管領は各地の有力武士の支持を取り付けるため、郡地頭に検断権や使節遵行権を認めた。これにより各有力武士は各郡に強力な支配権を持つことになり、「分郡」と呼ばれる支配領域を持つようになる。そして奥州では国人の力が非常に強くなり、戦国大名へと発展していく。逆に奥州管領はその権限を再吸収できないうちに明徳3年（1392年）には廃止され、奥羽は鎌倉府管轄下に編入されたが、幕府と鎌倉府の溝が深まってくるに伴い奥州探題設立へとつながる。
なお、鎌倉府に編入後、鎌倉公方によって庁鼻和上杉家が奥州管領に任ぜられ、上杉憲英・憲光父子が応永10年（1403年）頃までその任に当たったという。